# Agdangan
Agdangan là một đô thị cấp năm ở tỉnh Quezon, Philippines.

### Các đơn vị hành chính
Agdangan, về mặt hành chính, được chia thành 12 khu phố (barangay).
- Binagbag
- Dayap
- Ibabang Kinagunan
- Ilayang Kinagunan
- Kanlurang Calutan
- Kanlurang Maligaya
- Salvacion
- Silangang Calutan
- Silangang Maligaya
- Sildora
- Poblacion I
- Poblacion II